# محوطه کولنه
محوطه کولنه مربوط به هزاره اول قبل از میلاد - دوران‌های تاریخی پس از اسلام است و در شهرستان طوالش، بخش مرکزی، دهستان کوهستانی واقع شده و این اثر در تاریخ ۱۹ مرداد ۱۳۸۴ با شمارهٔ ثبت ۱۲۸۱۹ به‌عنوان یکی از آثار ملی ایران به ثبت رسیده‌است.